# Гамбургер (иконка)

Иконка «гамбургер»

«Гамбургер» — устоявшееся название иконки, состоящей из трёх параллельных горизонтальных линий, символизирующих список меню. В начале 2010-х годов она стала стандартом изображения кнопки меню в графическом пользовательском интерфейсе. Название «гамбургер» произошло из-за того, что три линии иконки напоминают три слоя гамбургера.

## История
Иконка была придумана дизайнером Нормом Коксом для системы Xerox Star, вышедшей в 1981 году. По его словам, он хотел создать простое, чёткое, функционально запоминающееся изображение, которое было бы похоже на список.
Новое рождение иконка получила в конце 2000-х годов, когда она начала использоваться в интерфейсах приложений для мобильных устройств. Наиболее популярна она стала после того, как появилась в приложении Facebook для iPhone в 2010 году. В настоящее время иконка встречается в большом количестве приложений (VK, Uber, HeadHunter и других), программ и сайтов (Time.com), и является стандартом индустрии для отображения кнопки меню навигации.

## Критика
Некоторые дизайнеры критикуют использование иконки «гамбургер» для отображения кнопки меню и советуют найти ей замену, так как считают, что не для всех пользователей интуитивно понятно такое значение иконки, из-за чего они не попадают на страницы с меню и не могут найти интересующую их информацию. Проведённые A/B-тестирования показали, что замена этой иконки, например, на слово «menu», повышает узнаваемость и эффективность.
Другая группа специалистов считает, что из-за нахождения иконки постоянно на виду у пользователей, к ней со временем всё больше привыкают, и она постепенно становится неотъемлемой частью визуальной среды, а эксперимент, проведённый дизайнерами мобильного приложения сервиса Booking.com, показал, что замена иконки на слово «menu» не оказала существенного влияния на поведение пользователей, и «гамбургер» столь же эффективен и понятен, как и кнопка с текстовым описанием.

«Гамбургер» на Xerox Star, 1981
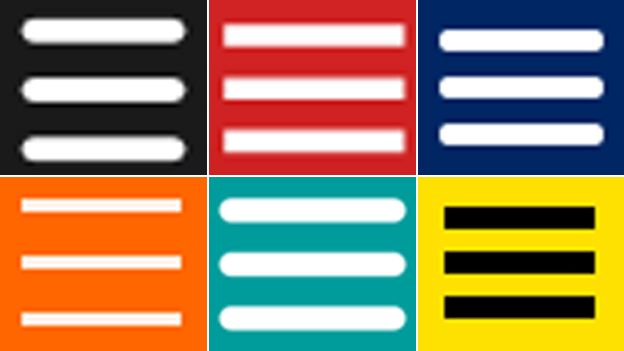
Иконки, используемые в приложениях Spotify, BBC News, Amex, BBC Sport, T-Mobile, Now TV
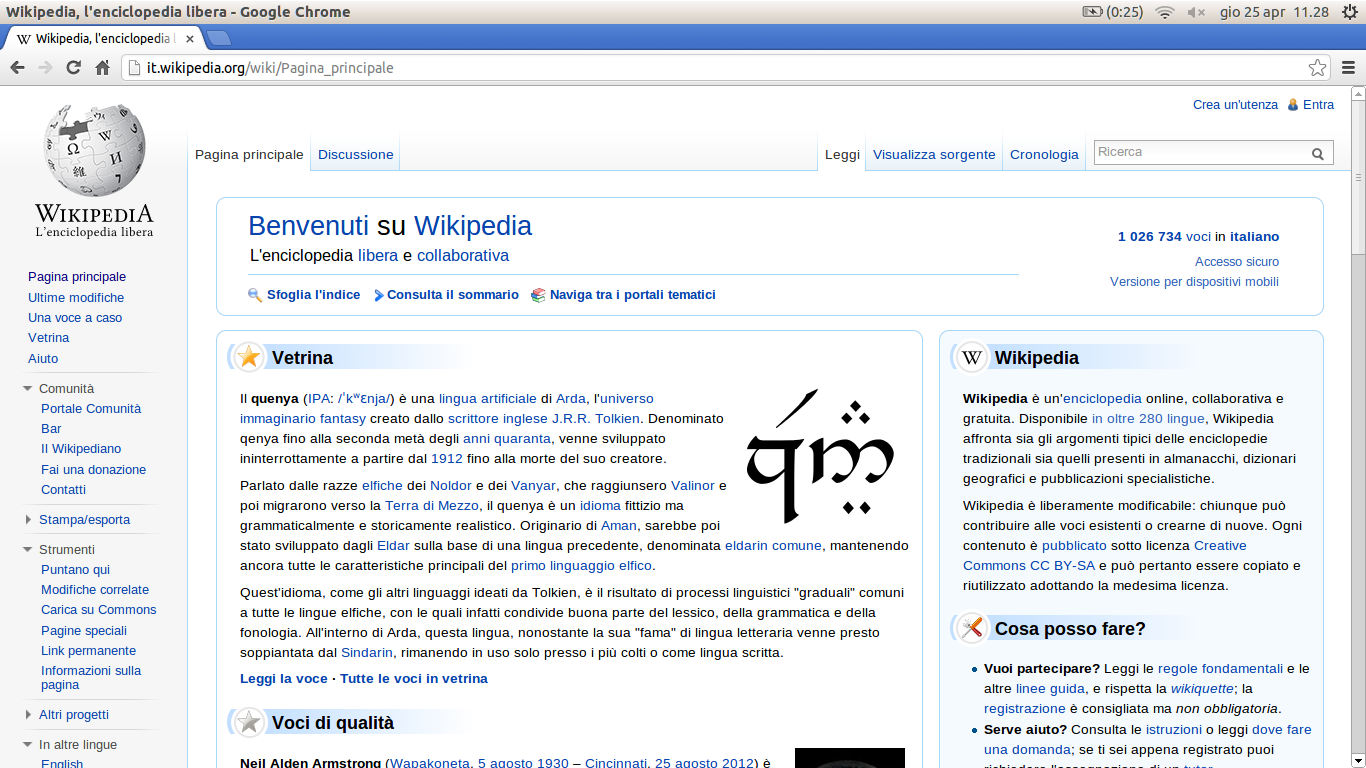
«Гамбургер» в браузере Google Chrome
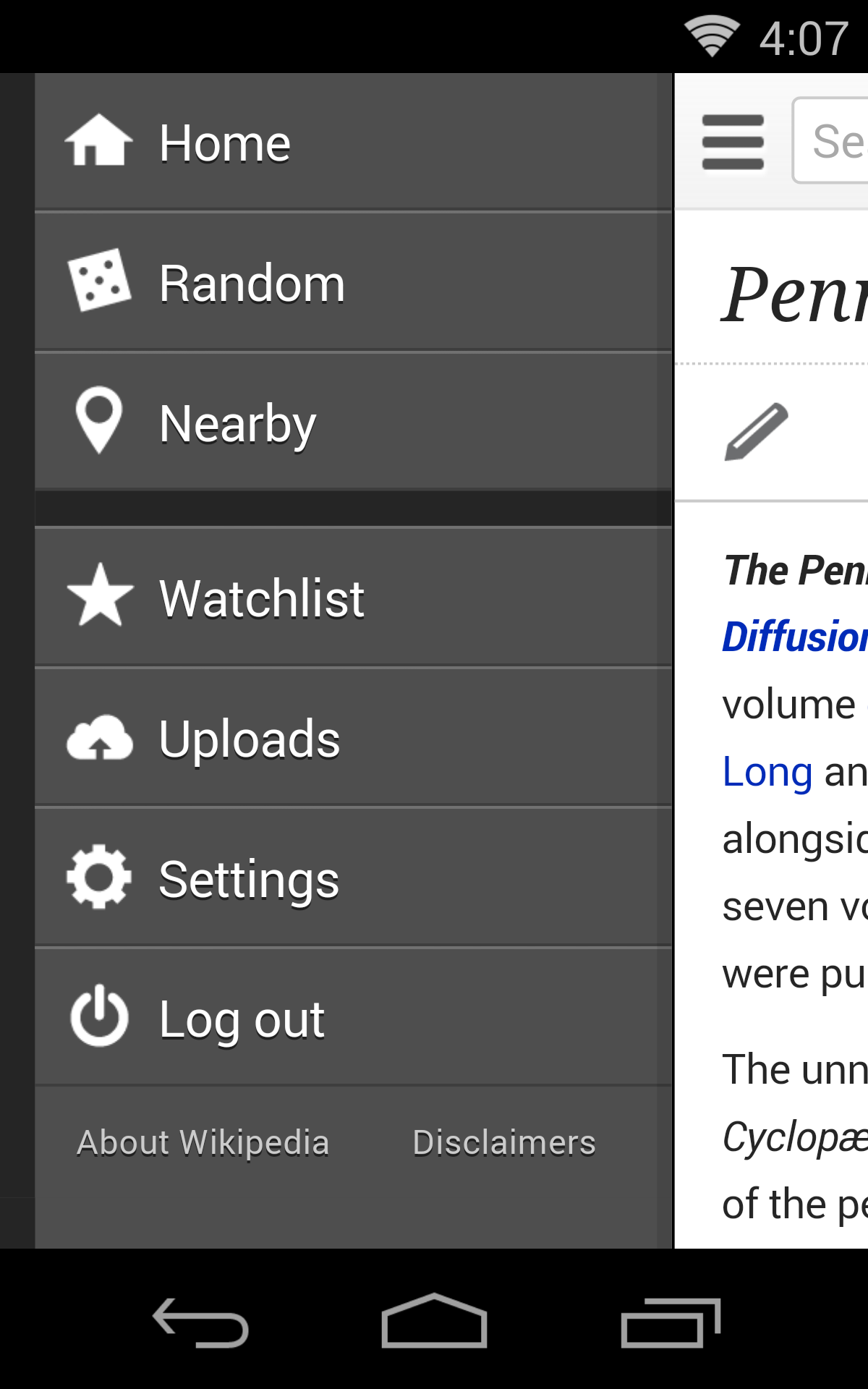
«Гамбургер» в мобильном приложении Википедии